# Cesja (prawo międzynarodowe)
Cesja – w prawie międzynarodowym – odstąpienie przez państwo części swojego terytorium na rzecz drugiego, potwierdzone umową międzynarodową. Formalnie składa się z dwóch etapów: 1. zrzeczenia się praw do obszaru przez cedenta i zobowiązanie się do pozostawienia swobody działania drugiej stronie, 2. faktycznego objęcia władzy na danym obszarze przez cesjonariusza. Niekiedy podkreśla się konieczność uznania cesji przez państwa trzecie, np. dla zachowania statusu prawnego obszaru (neutralizacja, prawo tranzytu) czy konieczność przeprowadzenia plebiscytu wśród ludności (wiele takich postanowień zawarto w traktacie wersalskim).
Cesja najczęściej polega na zrzeczeniu się części terytorium w myśl postanowień traktatu pokojowego kończącego stan wojny:
Cesja może polegać również na:
- przeprowadzeniu transakcji kupna-sprzedaży (cesja odpłatna): w ten sposób swoje terytorium powiększały Stany Zjednoczone: w 1803 r. zakup Luizjany od Francji, w 1821 r. Florydy od Hiszpanii, w 1848 r. obecnych południowo-zachodnich stanów od Meksyku (wymuszony wojną), w 1867 r. Alaski od Rosji, w 1917 r. trzech wysp Duńskich Indii Zachodnich (obecnie Wyspy Dziewicze Stanów Zjednoczonych);
- wymianie terytorium (cesja wzajemna, dwustronna): w 1890 r. Niemcy w zamian za niewielką, ale strategicznie położoną wyspę Helgoland (na Morzu Północnym, u ujścia Łaby) oraz okręg Caprivi na terenie dzisiejszej Namibii przekazali Wielkiej Brytanii Zanzibar (wyspa na Oceanie Indyjskim u wschodnich wybrzeży Afryki); w 1951 r. wymiana 480 km² terytorium między Polską a ZSRR (ZSRR wymienił zniszczony i spauperyzowany po II wojnie światowej obszar położony na północ od Bieszczadów (po prawej stronie Sanu) z Ustrzykami Dolnymi, w zamian za teren w widłach Bugu i jego dopływu Sołokiji w rejonie Bełza i Krystynopola, gdzie odkryto pokłady węgla);
- przekazaniu części terytorium w darze (cesja nieodpłatna): w 1929 r. odstąpienie terytorium przez Włochy Stolicy Apostolskiej celem utworzenia Państwa Watykańskiego; w 1945 r. przekazanie przez Czechosłowację Rusi Zakarpackiej dla ZSRR (formalnie dobrowolne, w rzeczywistości wymuszone przez ZSRR); w 1954 r. przekazanie obwodu krymskiego przez Rosyjską Federacyjną Socjalistyczną Republikę Radziecką Ukraińskiej Socjalistycznej Republice Radzieckiej[1] (obie te republiki wchodziły w skład jednego państwa – ZSRR).